# Horst-Joachim Rahn

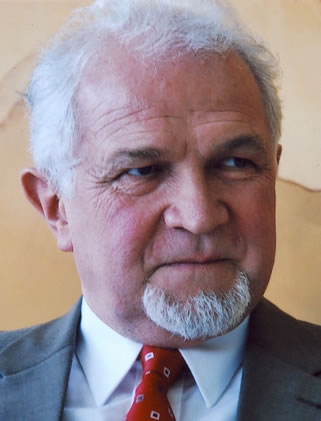
Horst-Joachim Rahn, vor 2002

Horst-Joachim Rahn (* 20. Februar 1944 in Olbernhau) ist ein deutscher Betriebswirt, Hochschullehrer und Schriftsteller. Er lebt in Grünstadt.

## Leben und Beruf
Sein beruflicher Werdegang begann 1962 mit der Ausbildung zum Industriekaufmann beim Großunternehmen Grünzweig & Hartmann in Ludwigshafen am Rhein, die er 1964 abschloss. Anschließend wurde er Leiter der Aus- und Fortbildung. Er erwarb hier Führungserfahrungen und Praxis im Personal- und Ausbildungswesen. Er plante und koordinierte Seminare für die Führungskräfte des Unternehmens und war für die Einstellung, Betreuung bzw. Schulung der Auszubildenden zuständig.
Später studierte Rahn an der Universität Mannheim Betriebswirtschaftslehre und Pädagogik. Er gilt als Spezialist des gruppenorientierten Führungsstils bzw. der systemorientierten Personalführung bzw. Teamführung. Darüber hinaus vertritt er den „ebenenorientierten“ Ansatz der Unternehmensführung, der mit der strategischen, taktischen und operativen Führung verbunden ist. Außerdem beschäftigte er sich intensiv mit der Strukturierung von Verbindungswegen zwischen Stellen im Rahmen der betrieblichen Aufbauorganisation bzw. mit den Aufgaben der Organisationsabteilung, des Organisationscontrollings und des Gruppencontrollings.
Für Studierende erarbeitete er spezielle Verfahren zur Lösung einer Klausur (Prüfung) und für Dozierende entwickelte er Vorschläge zur Begutachtung von Seminar-, Bachelor-, Master- und Diplomarbeiten, also für wissenschaftliche Arbeiten. Außerdem gestaltete er personalwirtschaftliche Prozesse und er entwickelte das prozessorientierte Personalwesen. Seine wissenschaftlichen Vorbilder waren Konrad Mellerowicz und August Marx. 2015 veröffentlichte er den Titel Kleines Wörterbuch meiner Aphorismen und 2016 brachte er eine umfassende Schrift zur Dialektik des geisteswissenschaftlichen Universums heraus. In letzterem Buch werden etwas über 300 Begriffe erklärt, Thesen und Antithesen zum jeweiligen Thema erläutert, die in eine Synthese münden, welche von persönlichen Standpunkten getragen wird.
Sein Lebenswerk bilden Hypothesen zum Sinn des Lebens. Hier beinhaltet die sogenannte persönliche Sinnbasis den speziellen Sinn des Lebens, den sich jeder Mensch selbst geben kann, z. B. das Dasein für die Familie oder das Anstreben von Erfolgen im Beruf bzw. im Sport. Menschen mit „Sehnsüchten“ werden aber nach höheren Standards Aussicht halten, die in modellhafter Sicht den sog. theoretischen Überbau betreffen. Dieser besteht aus einem theologischen Teil und einem philosophischen Teil, z. B. Gerechtigkeit, Freiheit, Glücklichsein, das in der Antike vorrangig als Sinn des Lebens angesehen wurde. Die Klammer zwischen der persönlichen Sinnbasis und dem theoretischen Überbau bildet das Streben nach Zufriedenheit, die sich im Wohlbefinden des Menschen ausdrückt. Das dauerhafte Streben nach Lebenszufriedenheit (die im ständigen Kampf mit der Unzufriedenheit steht) sei der allgemeine Sinn des Lebens und bildet den Schlüssel zum Glücklichsein.

## Lehraufträge
Seit 1975 unterrichtet er an der Fachhochschule Ludwigshafen vor allem über die Fachgebiete Personalwesen, Führungspsychologie, Unternehmensführung, Unternehmensplanung und Marketing, außerdem an der Fachhochschule Heidelberg und an der Industrie- und Handelskammer Ludwigshafen bzw. an der IHK Mannheim.

## Auszeichnungen
- 2005: Hochschulmedaille der FH Ludwigshafen[1]

## Schriften (Auswahl)
- mit Sventa Mindert: Unternehmensführung. 10. Auflage. Kiehl, Herne 2023, ISBN 978-3-470-01710-5.
- mit Klaus Olfert, Oliver Zschenderlein: Lexikon der Betriebswirtschaftslehre. 10. Auflage. Kiehl, Herne 2023, ISBN 978-3-470-64340-3.
- mit Klaus Olfert: Einführung in die Betriebswirtschaftslehre. 13. Auflage. Kiehl, Herne 2021, ISBN 978-3-470-64943-6.
- mit Klaus Olfert: Kompakt Training Organisation. 8. Auflage. Kiehl, Herne 2021, ISBN 978-3-470-49868-3.
- Der kleine Ökonom. Leipzig 2019, ISBN 978-3-96145-767-0.
- Aufbauorganisation der betrieblichen Bildungsarbeit. Leipzig 2018, ISBN 978-3-96145-418-1.
- Aktuelle Führungspsychologie. Leipzig 2018, ISBN 978-3-96145-374-0.
- Betriebliche Personalorganisation. Leipzig 2018, ISBN 978-3-96145-323-8.
- Tipps für erfolgreichen Fußball. Leipzig 2017, ISBN 978-3-96008-917-9.
- Die betriebliche Führungsorganisation. Leipzig 2017, ISBN 978-3-96008-885-1.
- Tipps für eine erfolgreiche Bachelorarbeit. Leipzig 2017, ISBN 978-3-96008-845-5.
- Kleines Wörterbuch des Humors. Leipzig 2016, ISBN 978-3-96008-486-0.
- Dialektik des geisteswissenschaftlichen Universums. Leipzig 2016, ISBN 978-3-96008-227-9.
- Unternehmensführung. 9. Auflage. Herne 2015, ISBN 978-3-470-43019-5.
- Kleines Wörterbuch meiner Aphorismen. Leipzig 2015, ISBN 978-3-95744-909-2.
- Kleines Wörterbuch zum Fußball. Frankfurt am Main 2015, ISBN 978-3-03830-067-0 (E-Book).
- Kleines Wörterbuch zur Erziehung. Norderstedt 2014, ISBN 978-3-7357-9596-0.
- Zum Sinn des Lebens. Erinnerungen und Postulate zur Lebensbewältigung. Hamburg 2012, ISBN 978-3-86451-005-2.
- Prozessorientiertes Personalwesen. Hamburg 2012, ISBN 978-3-86451-003-8.
- mit Ekkehard Crisand: Das Mitarbeitergespräch als Führungsinstrument. 3. Auflage. Hamburg 2012, ISBN 978-3-86451-000-7.
- mit Ekkehard Crisand: Psychologie der Auszubildenden. 3. Auflage. Hamburg 2012, ISBN 978-3-937444-96-3.
- mit Ekkehard Crisand: Personalbeurteilungssysteme. 4. Auflage. Hamburg 2011, ISBN 978-3-937444-95-6.
- Techniken geistiger Arbeit. Hamburg 2011, ISBN 978-3-937444-81-9.
- Rhetorik und Präsentation. 2. Auflage. Hamburg 2010, ISBN 978-3-937444-74-1.
- Erfolgreiche Teamführung. 6. Auflage. Hamburg 2010, ISBN 978-3-937444-66-6.
- mit Ekkehard Crisand: Psychologische Grundlagen im Führungsprozess. 3. Auflage. Hamburg 2010, ISBN 978-3-937444-70-3.
- mit Ekkehard Crisand: Psychologie der Persönlichkeit. 9. Auflage. Hamburg 2010, ISBN 978-3-937444-64-2.
- Personalführung kompakt. Ein systemorientierter Ansatz. München/Wien 2008, ISBN 978-3-486-58506-3.
- Führung von Gruppen. Gruppenführung mit System. 5. Auflage. Frankfurt am Main 1998, ISBN 3-7938-7199-1.
- Gestaltung personalwirtschaftlicher Prozesse. Frankfurt am Main 2005, ISBN 3-8005-7323-7.
- Betriebliche Führung. 3. Auflage. Ludwigshafen 1996, ISBN 3-470-43013-6.
- Formen der Aufbauorganisation des betrieblichen Bildungswesens in industriellen Großbetrieben. Berlin 1984, ISBN 3-428-05503-9.